# UNOMUR

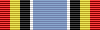
Baretka medalu ONZ za misję UNOMUR

Misja Obserwacyjna Organizacji Narodów Zjednoczonych w Ugandzie i Rwandzie (ang. United Nations Observer Mission Uganda-Rwanda - UNOMUR) – misja obserwacyjna ONZ w Ugandzie i Rwandzie z siedzibą w Kabale. Trwała od czerwca 1993 r. do września 1994 r. Została ustanowiona rezolucją S/RES/846 Rady Bezpieczeństwa ONZ z 22 czerwca 1993 r. Jej zadaniem było monitorowanie ok. 310 kilometrowej granicy rwandyjsko-ugandyjskiej, w celu zapobiegnięcia nielegalnemu przerzutowi broni do Rwandy ogarniętej wojną domową.

## Personel
Międzynarodową misją wojskową, liczącą 81 żołnierzy, dowodzili:
- od czerwca do sierpnia 1993 r. – gen. bryg. Roméo Dallaire ( Kanada),
- od sierpnia 1993 do marca 1994 r. – płk. Ben Matiwaza ( Zimbabwe),
- od marca do września 1994 r. – płk. Asrarul Haque ( Bangladesz).

Oprócz sił wojskowych, w skład misji obserwacyjnej wchodzili także pracownicy cywilni, zarówno z zagranicy jak i z Ugandy i Rwandy.
W misji wojskowej uczestniczyli żołnierze z dziesięciu krajów. Brały w niej udział:
 Bangladesz,  Botswana,  Brazylia,  Kanada,  Węgry,  Holandia,  Senegal,  Słowacja,  Zimbabwe. 
Żołnierze mieli za zadanie patrolowanie dróg na granicy, oraz do 100 km w głąb terytorium Ugandy. Kontrole miały za zadanie wykrywanie nielegalnego przemytu broni oraz wszelkich środków, które mogłyby mieć militarne przeznaczenie.
Podczas misji nikt z jej pracowników nie zginął.

## Rezolucja nr 846
Oprócz ustanowienia sił pokojowych, Rada Bezpieczeństwa w swojej rezolucji wzywała także obie strony konfliktu - rząd Rwandy oraz Rwandyjski Front Patriotyczny, do przestrzegania międzynarodowego prawa humanitarnego oraz do wstrzymania się od wszelkich posunięć, które mogłyby nasilić napięcie w kraju. Nakłaniała także do szybkiego osiągnięcia porozumienia.
ONZ wyraziła również uznanie Organizacji Jedności Afryki i rządowi Tanzanii, za ich wysiłki na rzecz politycznych rozwiązań konfliktu w Rwandzie.
W rezolucji podkreślono także, jak ważne są trwające właśnie negocjacje w Aruszy, prowadzone pomiędzy rządem a Rwandyjskim Frontem Patriotycznym (zakończyły się one podpisaniem, jak się później okazało – nietrwałego, porozumienia z 4 sierpnia 1993).

## Znaczenie misji
Uganda, wbrew rezolucji Rady Bezpieczeństwa, nie pozwoliła na swobodne wykonywanie swojego mandatu siłom ONZowskim. Gdy do Kabale przybył dowódca sił pokojowych, gen. Roméo Dallaire, został on przez oficera łącznikowego ze strony ugandyjskiej Narodowej Armii Oporu (NRA) poinformowany, iż musi on informować stronę ugandyjską o planowanych patrolach na co najmniej dwanaście godzin wcześniej. Otrzymał on także żądanie, by wszystkie patrole UNOMUR poruszały się pod eskortą NRA. W myśl rezolucji proklamującej UNOMUR, jej patrole miały mieć możliwość kontrolowania pojazdów poruszających się w obrębie 100 km od granicy z Rwandą. Dzięki temu, mieli oni mieć możliwość kontroli także w Mbararze – dużym mieście będącym węzłem komunikacyjnym. Jednak i w tym przypadku NRA starała się ograniczyć możliwości sił międzynarodowych, zmniejszając obszar kontroli sił UNOMUR do 20 km od granicy (nie obejmujący już Mbarary).
Dallaire zauważył:
Granica była dziurawa jak sito, pełna małych, górskich szlaków istniejących tam od tysiącleci. Powierzenie mi malutkich, osiemdziesięciojedno osobowych sił pokojowych i brak helikopterów z noktowizorami, czynił powierzone mi zadanie obserwacji granicy, w najlepszym wypadku symbolicznym.
Roméo Dallaire został jednak wkrótce mianowany dowódcą sił pokojowych w utworzonej właśnie misji UNAMIR i przeniósł się do Rwandy. Niedługo później misja UNOMUR została włączona do UNAMIR.